# Phylidorea heterogyna
Phylidorea heterogyna är en tvåvingeart som först beskrevs av Ernst Evald Bergroth 1913.  Phylidorea heterogyna ingår i släktet Phylidorea och familjen småharkrankar. Arten är reproducerande i Sverige. Inga underarter finns listade i Catalogue of Life.